# Wielerronde van Putte
De Wielerronde van Putte (ook wel Ronde van Putte) is een wielerwedstrijd op de weg door het dorp Putte in de Nederlandse provincie Noord-Brabant. 
De wedstrijd wordt verreden op een plaatselijke omloop van 1800 meter bij het dorp Putte. Start en finish liggen in het dorp. 
De wedstrijd maakt deel uit van de Brabantse Wal Wielerevents. In 2025 is dit klassement toe aan zijn 6e editie. Hierin zitten naast de Wielerronde van Huijbergen ook de Wielerronde van Woensdrecht, 
de Wielerronde van Hoogerheide, de Wielerronde van Huijbergen en de Wielerronde van Ossendrecht. Over deze wedstrijden wordt een algemeen klassement opgemaakt.